# Manuel José de Bivar Gomes da Costa Weinholtz
Manuel José de Bivar Gomes da Costa Weinholtz CvTE • CvNSC (Faro, São Pedro, Palácio Bivar, 29 de Julho de 1795 - Faro, São Pedro, Palácio Bivar, 22 de Junho de 1859) foi um militar e político português.

## Biografia
Capitão de Milícias, Administrador Geral do Distrito de Faro entre 31 de Março de 1837 e 29 de Fevereiro de 1840, Cavaleiro da Ordem Militar da Torre e Espada, do Valor, Lealdade e Mérito e Cavaleiro da Ordem de Nossa Senhora da Conceição de Vila Viçosa.

## Casamento e descendência
Casou com Mariana Bárbara Taboada (Setúbal, São Sebastião, 17 de Outubro de 1800 - 17 de Novembro de 1850), filha de Gregório Taboada e de sua mulher Rosária Maria. Foram pais de Jerónimo Augusto de Bivar Gomes da Costa.